# Léo Gamalho
Leonardo Gamalho de Souza, genannt Léo Gamalho, (* 30. Januar 1986 in Porto Alegre) ist ein brasilianischer Fußballspieler. Der Rechtssfüßer wird vorwiegend als Mittelstürmer eingesetzt.

## Verein
Léo Gamalho startete seine Laufbahn in den Nachwuchsbereichen des Grêmio FBPA und des River Plate. Seinen ersten Vertrag als Profi unterschrieb er aber 2004 beim Lokalrivalen von Grêmio dem SC Internacional. Nach Zwischenstationen bei Botafogo FR in Rio de Janeiro und América FC (RN), wechselte Lucas Paquetá 2007 nach Portugal zu Atlético Arcos, einem Klub der zweiten portugiesischen Liga.
Bereits 2009 wechselte Léo Gamalho wieder. Er ging nach China zum Shenyang Dongjin FC, einem Zweitligisten. Die Folgesaison zog es ihn zum Ligakonkurrenten Shanghai Pudong Zobon FC. 
Ab der Saison 2011 waren die Auslandsengagements für Léo Gamalho beendet. Er ging zurück nach Brasilien. Grêmio Barueri verpflichtete ihn. Mit dem Klub trat er in der Staatsmeisterschaft von São Paulo, dem Copa do Brasil 2011 und der Série B an. Nach Abschluss der Saison wechselte Léo Gamalho jährlich die Klubs, wobei er weiterhin unterklassig in der Série B oder Série C auflief. Erst mit seinem Wechsel 2015 zum Avaí FC aus Florianópolis kam Léo Gamalho in der obersten brasilianischen Liga der Série A an. Seine ersten Klubs Internacional und Botafogo spielten zu der Zeit seiner Anwesenheit zwar auch in der Série A, für diese Zeiten sind aber keine Einsätze nachgewiesen. Seinen ersten Einsatz in der Série A bestritt Léo Gamalho am 22. August 2015, dem 20. Spieltag der Série A 2015. Seine ersten Tore in der Série A erzielte er am 22. August 2015 im Auswärtsspiel gegen den FC Santos. In dem Spiel erzielte Léo Gamalho in der 29. Minute den 2:1-Anschlusstreffer und in der 83. das Tor zum 4:2 (Entstand-5:2 für Santos).
Am Ende der Meisterschaft verließ Léo Gamalho Avaí wieder. Im Februar 2016 wurde sein Wechsel nach Uruguay zu Nacional Montevideo bekannt. Der Kontrakt erhielt eine Laufzeit über ein halbes Jahr. Das erste Spiel in Primera División (Uruguay) bestritt Léo Gamalho am 7. März 2016 im Heimspiel gegen Juventud. Den ersten Treffer in der Liga erzielte er am 3. April 2016 gegen El Tanque Sisley. Hier traf er in der 55. Minute zum zwischenzeitlichen 2:1 (Entstand-3:1).
Nach Auslaufen des Vertrages ging Léo Gamalho zurück nach Brasilien. Im Juli 2016 schloss er sich bis Jahresende dem Goiás EC aus Goiânia an. Am 12. August 2017 kündigte Léo Gamalho seinen Vertrag bei Goiás und wechselte zum AA Ponte Preta. Mit dem Klub spielte er wieder in der Série A. Nach Saisonende 2017 musste Ponte Preta in die Série B absteigen und Gamalho daraufhin entlassen. Er fand ein neues Engagement in Südkorea bei den Pohang Steelers. Sein erstes Spiel in der K League 1 bestritt Léo Gamalho am 3. März 2018, dem ersten Spieltag der Saison 2018. In dem Spiel gegen Daegu FC erzielte er auch seine ersten beiden Ligatreffer zum 1:0 (45+1.) und 2:0 (77.).
Im März 2019 wechselte er zum Criciúma EC in die Série B. Trotz seiner zwölf Treffern in 32 Spielen, konnte der Klub den Abstieg in die Série C nicht vermeiden. Am Ende des Jahres verließ Gamalho den Klub. Er unterzeichnete für 2020 beim CRB. Mit dem Klub konnte er im August die Staatsmeisterschaft von Alagoas gegen den CS Alagoano gewinnen. Noch im Zuge der Austragung der Série B 2020 wechselte Gamalho erneut. Zum Zeitpunkt seines Wechsels hatte er für CRB 31 offizielle Spiele bestritten. In diesen hatte 18 Tore erzielt und war zu dem Zeitpunkt erfolgreichster Torschütze der Saison 2020 in Brasilien.
Gamalho ging nach Katar zu al-Khor SC. Mit dem Klub trat er im Ligabetrieb der Qatar Stars League. In neun Spielen traf er zweimal in Netz. Bei seinem einzigen Auftritt im Qatar Crown Prince Cup gelang ihm ein Hattrick. Am 10. November 2020 im Heimspiel gegen al-Duhail SC erzielte er die Treffer zum 4, 5 und 6:0. Nachdem der Klub am Ende der Saison als Absteiger feststand, wurde sein Vertrag nicht verlängert. Seine Reise ging zurück in seine Heimat, wo er beim Coritiba FC einen Vertrag erhielt. Am Ende der Série B 2021 im November des Jahres belegte sein Klub den dritten Platz und konnte dadurch den Aufstieg in die Série A für 2022 feiern. Im Zuge des Wettbewerbs bestritt Gamalho 37 von 38 möglichen Spielen und erzielte 16 Tore. Er war damit zweitbester Torjäger der Liga. Der Saisonstart 2022 verlief für Gamalho erfolgreich, konnte doch der Titel in der Staatsmeisterschaft von Paraná 2022 verteidigt werden (zwölf Spiele, sieben Tore). In der Série A 2022 kam er dann zu 28 Spielen (acht Tore), davon 17 in der Startelf. In seinen zwei Jahren bei Coritiba war er immer der erfolgreichste Torschütze des Klubs.
Zur Saison 2023 schloss sich Gamalho dem EC Vitória an. Der Kontrakt erhielt eine Laufzeit bis Jahresende 2023. Mit dem Klub konnte er im November die Meisterschaft in der Série B 2023 feiern. Auf den Weg dahin bestritt er 23 von 38 möglichen Spielen, davon 20 in der Startelf (10 Tore). In das Jahr 2024 startete der Spieler mit Vitória und konnte im April den Gewinn der Staatsmeisterschaft von Bahia 2024 feiern (vier Spiele, kein Tor). Kurz nach Beginn der Série A 2024 verließ er den Klub und schloss sich dem Mirassol FC an. Mit diesem sollte er fortan in der Série B 2024 antreten. In der zweiten Liga erreichte der Klub den zweiten Platz und damit erstmal die Qualifikation für die Teilnahme an der Série A. In 19 Spielen steuerte Gamalho hier vier Tore bei. Der Kontrakt erhielt eine Laufzeit bis zum Ende der Spiele um die Staatsmeisterschaften im April 2025.

## Erfolge
Bahia
- Staatsmeisterschaft von Bahia: 2015, 2024

Goiás
- Staatsmeisterschaft von Goiás: 2017

CRB
- Staatsmeisterschaft von Alagoas: 2020

Coritiba
- Staatsmeisterschaft von Paraná: 2021, 2022

Vitória
- Série B: 2023

## Auszeichnungen
Santa Cruz
- Staatsmeisterschaft von Pernambuco: Torschützenkönig 2014
- Copa do Brasil: Torschützenkönig 2014

Goiás
- Copa do Brasil: Torschützenkönig 2017

CRB
- Copa do Brasil: Torschützenkönig 2020